# Saliunca styx
Saliunca styx is een vlinder uit de familie bloeddrupjes (Zygaenidae). De wetenschappelijke naam van deze soort is voor het eerst geldig gepubliceerd in 1775 door Fabricius.
De soort komt voor in tropisch Afrika.